# Santo Domingo de Paracas
Santo Domingo de Paracas es una pampa cercana a la península de Paracas, en la región Ica, Perú. Es sede de un yacimiento arqueológico estudiado por Frédéric Engel en la década de 1960, labor que determinó una constante ocupación humana desde muy tempranas épocas, de por lo menos los 7.000 años a. C. Allí se hallaron los restos óseos del más antiguo poblador de esa zona, del período arcaico temprano. El hombre de Paracas se dedicaba a la pesca y la horticultura incipiente; se vestía con fibras vegetales entrelazadas y vivía en chozas semicirculares de caña y paja. Es considerado el primer horticultor de la costa andino-americana y el primero que erigió una aldea en el Perú  

## Descubrimiento
El litoral de la costa de Ica sobresale como una de las regiones más notables para la investigación arqueológica en el Perú. Debido a la sequedad de esa zona desértica, se han conservado muy bien los vestigios culturales dejados por el hombre de remotas épocas.
Santo Domingo de Paracas es una de las tantas aldeas pre-cerámicas que el arqueólogo francés Frédéric Engel descubrió en esa región, en las cuales desenterró gran cantidad de entierros. Características de esos entierros es que se encuentran debajo de las viviendas (aunque también se han encontrado fuera de ellas), los cadáveres están en posición flexionada y envueltos con esteras de junco y pieles de animales. 
El asentamiento de la pampa de Santo Domingo es también conocido como Pueblo I en la tradición paracas. Cerca se halla otro yacimiento importante, el conocido como Cabeza Larga, con restos humanos incompletos de hasta 60 individuos, fechados hacia el 3.000 a. C.
Estos restos culturales, fechados de 7.000 a 3.000 a. C., constituyen los antecedentes directos de las brillantes culturas que después florecieron en esa región: la cultura Paracas y la cultura Nazca.

## Restos del hombre de Paracas
La antigüedad del hombre de Paracas se calcula en cerca de 6.000 a. C. Su cadáver estaba envuelto en una estera de junco. Tenía cráneo prognato y era de recia contextura. Presentaba las rodillas flexionadas, su cabeza aparecía cubierta por un gorro de tela “anillada” y llevaba una camisa de fibra de un cactus. En la mano derecha, atado con lianas, aparecía un punzón de hueso que en vida debió usar como puñal. A su costado se encontró una flauta con decoración, que quizás es el más antiguo instrumento musical hallado en el Perú. También se hallaron redes para pescar, hechas de fibra de cactus.

## Actividades económicas
El hombre de Paracas debió ser inicialmente cazador y recolector de frutos, actividades que fueron paulatinamente desplazadas por la pesca y la horticultura incipiente, y que a la vez determinaron el inicio de la vida sedentaria. Los hombres vivían todavía agrupados en hordas o bandas en razón de un parentesco común.
Prueba de la horticultura son los restos de calabazas, camotes, guayabas. Constituye sin duda la experimentación que conduciría más adelante a la agricultura avanzada. 
La pesca y la extracción de mariscos conformaron otro elemento importante de supervivencia. Los hombres de Paracas pescaban con redes de fibras de cactus. Aprovechaban también las aves y lobos marinos.
También hay indicios del ejercicio del comercio del trueque, por la presencia de productos de origen andino, como las pieles de vicuña y guanaco.
Todavía utilizaban herramientas líticas, a base de obsidiana. Su arma principal fue posiblemente la estólica, instrumento con el que impulsarían dardos o lanzas de madera con punta lítica.
La variada utilización de recursos naturales propició la mayor división del trabajo y, por consiguiente, aumentó el número de especialistas y las posibilidades de jerarquización de esta sociedad.

## Vivienda
El hombre de Paracas construyó un grupo reducido de viviendas debajo del nivel del suelo para protegerse de las arenas del desierto y del clima. Estas chozas o casas primitivas tenían forma circular y un diámetro de 5 a 6 m, todas de cañas y pajas, agrupadas en torno a una habitación mayor, de unos 11 m de diámetro. Posiblemente albergaba a unas 50 personas. Santo Domingo es pues una de las más antiguas aldeas del Perú, junto con La Paloma y Chilca, aunque estas tienen acumulaciones mayores de viviendas.